# Elisabeth Hoffmann
Elisabeth Hoffmann (auch Hoffmännin, die Pfarrerin im Bock) (* um 1607 in Wiesbaden; † 30. September 1676 in Idstein) war ein deutsches Opfer der Hexenverfolgungen in Idstein.

## Leben
Nach dem Tod ihres ersten Mannes, des Wiesbadener Landbereiters (landgräflicher Aufsichtsbeamter) Ernst Engelberg Knöbel, heiratete Elisabeth 1652 den Pfarrer Johannes Hoffmann, der am 6. Dezember 1655 von seiner vorherigen Stelle in Erbenheim nach Sonnenberg berufen wurde.

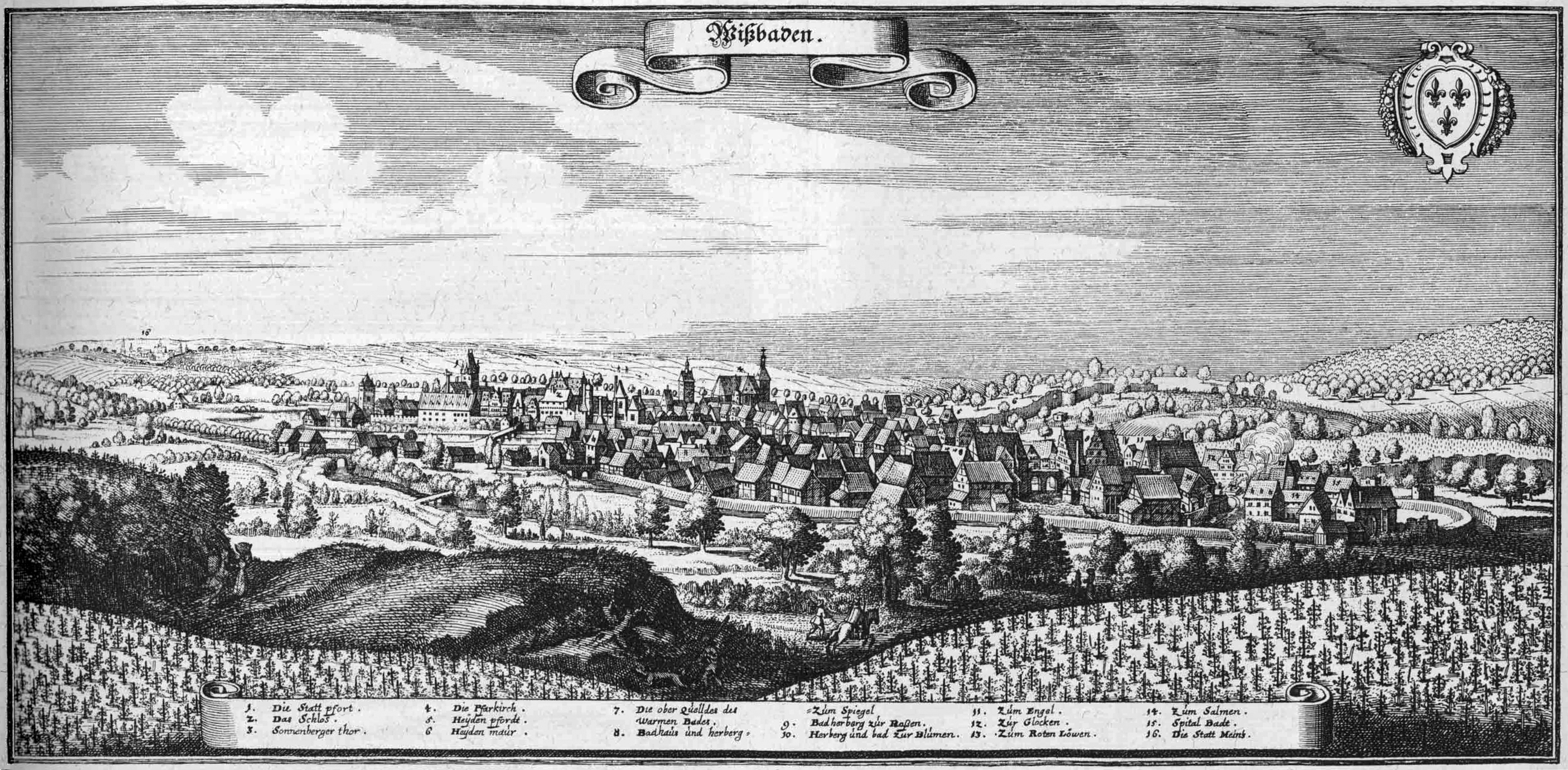
Wiesbaden – Auszug aus der Topographia Hassiae von Matthäus Merian dem Jüngeren 1655

Das Ehepaar gehörte zum angesehenen Mittelstand; der Pfarrer war auch Rektor der Lateinschule in Wiesbaden. Das Ehepaar scheint nicht besonders harmoniert zu haben. Nach den überlieferten Akten erklärte der Pfarrer, er habe seit geraumer Zeit wegen ihres üblen Haushaltens mit ihr übel gelebt, auch täglich Streit gehabt, während sie sagte, er sei sonst gar wunderlich.
Elisabeth Hoffmann bekleidete anscheinend nicht die traditionelle Rolle der Ehefrau und Pfarrfrau, sondern betrieb eigenständig das „Gasthaus zum Bock“ in Wiesbaden und hielt sich meistens dort auf. In den Akten finden sich unterschiedliche Angaben über das Badhaus zum Bock, ob der Baadherberg zum Bock ihr gehörte oder ob das Gasthaus zum Bock (heute Schwarzer Bock) dem Pfarrer Johann Hoffmann zu eigen war.
Angehörige von ihr lebten in Wertheim. Die Akten sprechen davon, dass ihre Stiefschwester dort Opfer eines Hexenprozesses wurde.

## Hexenprozess

### Hintergrund: Hexenverfolgungen in Idstein
In den Jahren 1676/1677 war Idstein unter dem protestantischen Grafen Johannes von Nassau-Idstein (1603–1677) Schauplatz von Hexenverfolgung und Hexenprozessen. Die Verfolgung endete, als Graf Johann am 23. Mai 1677 im Alter von 74 Jahren starb. Teilweise hatte er die Hexenprozesse vom Schloss in Wiesbaden aus geführt. Zwischen dem 3. Februar 1676 und dem 31. März 1677 waren in Idstein 39 Personen wegen Hexerei hingerichtet worden, 31 Frauen und 8 Männer. Bei den Verhören gestanden die Angeklagten unter Folter alles, wessen man sie beschuldigte. Jedes Verhör brachte durch Besagungen eine wachsende Zahl neuer Verdächtiger. Die Opfer stammten unter anderem aus Idstein, Heftrich, Wehen und Wiesbaden.
Aus Heftrich wurde am 22. März 1676 Cäcilie Zeitlose Wicht, Frau des Pfarrers Johannes Wicht aus Heftrich, Opfer der Hexenverfolgung in Idstein.

### Opfer der Hexenprozesse aus Wiesbaden
Aus Wiesbaden, Sonnenberg und Biebrich wurden 1676 und 1677 sechs Menschen in Hexenprozessen besagt, angeklagt, verurteilt und hingerichtet. Prominentestes Opfer der Hexenverfolgungen aus Wiesbaden wurde 1676 die 69-jährige Elisabeth Hoffmann, Frau des Pfarrers in Sonnenberg.

### Hexenprozess gegen Elisabeth Hoffmann
Am 12. Mai 1676 wurde anonym eine Anzeige gegen sie mit dem Verdacht der Zauberei gestellt. Weil sie alles abstritt, wurden mehrere Wiesbadener Bürger vernommen, die aussagten, dass Elisabeth Hoffmann im Jahr 1664 (im Alter von 57 Jahren!) auf hohen Bäumen gesessen habe und heruntergesprungen sei. Am 31. Mai wurde die Nachricht bekannt, die Pfarrerin habe sich davon gemacht. Am 24. Juni kam sie in das „Gasthaus zum Bock“ zurück und schloss sich in einer Kammer ein. Sie wurde verhaftet und am 7. Juli nach Idstein gebracht. Sie sagte aus, sie sei eine Zeitlang in Mainz und Worms gewesen. Im ersten Verhör vom 10. Juli heißt es: Articuli Inquisitionales, Worüber die Pfarrerin im Bock zu Wiesbaden zu fragen. Im einfachen Verhör verneinte die Hoffmännin die Unterstellungen aller elf formulierten Fragen der Anklage.

Folterszene (mit Folterstock und Fingerschlägen), Holzschnitt, Anonymes Flugblatt 16. Jahrhundert

Am 29. Juli gab es eine Gegenüberstellung mit der Angeklagten Gumpfen-Christine, die sie besagt hatte: Elisabeth Hoffmann sei mit ihr beim Hexentanz gewesen. Da Elisabeth Hoffmann alles abstritt, wurde ihr der Scharfrichter vorgestellt. Unter der Folter wurden nacheinander ihre Füße in die Schraube gesetzt, bis sie die Teilnahme an Hexentänzen gestand.
Am 21. August ließ man die Pfarrerin erneut vorführen. Offenbar aus Angst wie von Sinnen gestand sie: Ihre Hexensalbe hätte sie in dem Keller in ihrem Haus in einem kleinen irdenen Töpfchen in der hintersten Ecke in einem Loch auf der rechten Seite, die Salbe sehe bräunlich aus. Sie habe sie selbst gemacht. Die alte Glöcknerin (Agnes Kindermann, ehemalige Leiterin der Mägdleinschule und Witwe des Wiesbadener Glöckners Matth. Kindermann, hingerichtet am 16. Dezember 1676) und die Gumpfen-Christine hätten geholfen. Sie hätten dafür tote Kinder genommen. Diese hätten sie aus dem Friedhof zu Wiesbaden geholt. Sie hätten ein ausgegrabenes Kind mit dem Beil zerhackt und in einem braunen Kessel gekocht.
Im Laufe des Verhörs besagte sie neben anderen Namen den des Schäfer-Fritz (Fritz Kesselring) und des Metzgers Philipp Pflüger aus Wiesbaden, die beide später ebenfalls hingerichtet wurden.
Weitere Verhörtage waren der 24. und 29. August. Aus ganzem Herzen beteuerte sie, dass sie unschuldig sei, nichts mit dem Teufel zu tun habe und nicht hexen könne.
Am 9. September wurde sie erneut verhört, weil sie am Vortag dem Herrn Superintendenten sagte, dass sie nicht hexen könne. Als der Graf davon hörte, ordnete er verschärfte Folter an. Unter den Schmerzen brach sie völlig zusammen. Der Gerichtsschreiber notierte: Endlich sagte sie, der Teufel hätte sie betrogen. Er wäre des Nachts bei ihr gewesen. Sie sei von Gott abgefallen und habe sich dem Teufel verschrieben. Sie habe auch Hexenwerk getan. Der Teufel habe sie bedrängt, noch mehr Schaden anzurichten, den Oberamtmann, den Sekretär und die Wächter zu verhexen. Er habe ihr auch Gift geben wollen, das sie verteilen sollte; sie habe aber das Gift nicht genommen. Ihr Mann habe fleißig gebetet, sodass sie alleine schlafen musste. Da sei der Teufel gekommen und habe Unzucht mit ihr getrieben.

### Das Blutgericht
Nach dem Vorliegen des Schuldbekenntnisses trat das Blutgericht zusammen. In Idstein versammelten sich zu den Gruppenhinrichtungen der Amtsankläger (Fiskal), ein Verteidiger und 14 Blutschöffen auf dem Marktplatz, darunter zwölf Schultheiße der umliegenden Ortschaften. Der Oberamtmann brach den Stab über die Angeklagten und der Gerichtsschreiber verlas das vom Grafen unterzeichnete Todesurteil.

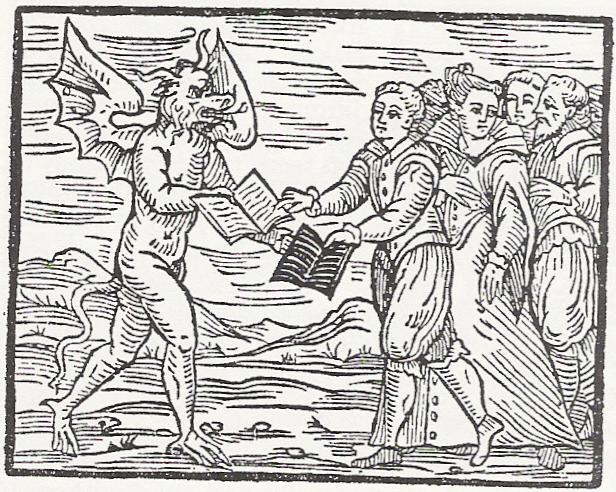
Pakt mit dem Teufel (Compendium Maleficarum, 1608)

Im Fall der Pfarrersfrau Hoffmann verlas der Fiskal folgende Anklagepunkte:
- 1. dass das Laster der Zauberei bei Strafe des Lebens verboten sei, und die Beklagte:
- 2. habe sich zur Zauberei und Hexerei verführen lassen
- 3. habe im Alter von 10 Jahren von einem Weib zu Frankfurt die Hexerei gelernt
- 4. habe Gott abgeschworen und dem Teufel zugeschworen
- 5. wurde in des Teufels Namen getauft
- 6. habe ein Teufelsmal
- 7. habe mit dem bösen Geist Unzucht getrieben
- 8. habe Hexensalbe gemacht und sei auf Hexentänze gefahren
- 9. habe das Nachtmahl (Abendmahl) auf teuflische Art missbraucht
- 10. habe mit anderen Hexen die Weiden vergiftet, wovon viel Vieh umgefallen
- 11. habe auch Raupen machen und ins Feld ausstreuen helfen
- 12. habe etliche Kühe mit Gift umgebracht
- 13. habe sich selbst in ein Pferd verhext
- 14. habe ein Kindlein angegriffen und behext, dass es hat sterben müssen
- 15. habe ein Mägdlein durch Anfassen bezaubert
- 16. habe einen Soldatenjungen mit Suppe behext, dass er lahm geworden, durch das Bad aber wieder zurechtgekommen sei
- 17. habe ein armes Dienstmägdlein zum Laster der Zauberei verführt
- 18. habe vielfältige Hurerei und Ehebruch getrieben
- 19. habe noch mehr andere böse Taten an Menschen und Vieh verübt
- 20. habe also verschuldet, dass sie anderen zu einem abscheulichen Exempel, sich selbst aber zu wohlverdienter Strafe mit dem Feuer vom Leben zum Tod hingerichtet werde.

### Hinrichtung
Weil ihr Ehemann ausgesagt hatte, er habe keine Hexerei an ihr verspürt, sie sei fromm gewesen und fleißig zur Kirche gegangen, wurde sie zur Enthauptung begnadigt und dann verbrannt. Mit ihr wurden am 30. September 1676 Adam Fließenbarth aus Wehen und Fritz Kesselring aus Wiesbaden hingerichtet.
Begleitet vom Geläut des Armesünderglöckchens formierte sich ein prozessionsartiger Zug zur Hinrichtungsstätte auf dem Galgenberg. Vorne ging der Vorgänger, dann der 50 Mann starke Landesausschuss unter dem Landeshauptmann Johann Sebastian Post. Auf dem Karren der Todeskandidaten saßen die Geistlichen, um sie auf dem letzten Weg zu begleiten. Es folgten die Bürger und die Schulkinder unter der Leitung des Kantors, um aus erzieherischen Gründen der Hinrichtung beizuwohnen. Die Verurteilten knieten mit gefesselten Händen am Boden, hinter ihnen verrichtete der Scharfrichter, Meister Leonhard, sein Amt mit dem Schwert.
Nach der Enthauptung wurden die Leichname öffentlich verbrannt. Der Graf gewährte nur in Ausnahmen gegen eine Spende an die Kirche ein Begräbnis. Dann konnten die Angehörigen den Toten auf dem Wolfsbacher Friedhof, dem damaligen Verbrecherfriedhof, beisetzen. Im Fall der Sonnenberger Pfarrersfrau wird man von Letzterem ausgehen dürfen.